# Erika Rost
Erika Rost, bis 1964 Erika Pollmann (* 15. Februar 1944 in Werries, heute Hamm), ist eine ehemalige deutsche Leichtathletin.

## Werdegang
Unter ihrem Geburtsnamen Pollmann gewann sie 1964 bei den deutschen Meisterschaften den 200-Meter-Lauf und wurde Zweite im 100-Meter-Lauf. Daraufhin wurde sie für die Olympischen Spiele 1964 in Tokio nominiert. Dort schied sie auf beiden Sprintstrecken im Vorlauf aus. Mit der 4-mal-100-Meter-Staffel in der Besetzung Karin Frisch, Erika Pollmann, Martha Pensberger und Jutta Heine erreichte sie das Olympiafinale, dort belegte die Staffel in 44,7 s den fünften Platz.
Nach ihrer Heirat gewann Erika Rost 1965 den Deutschen Meistertitel auf beiden Sprintstrecken. Bei der Premiere des Leichtathletik-Europacups 1965 in Kassel belegte sie über 100 Meter den zweiten Platz. 1966 gewann sie bei den ersten Europäischen Hallenspielen in Dortmund zusammen mit Renate Meyer, Hannelore Trabert und Kirsten Roggenkamp die 4-mal-eine-Runde-Staffel. 1967 siegte Rost bei den Deutschen Hallenmeisterschaften auf der Sprintstrecke, bei den Europäischen Hallenspielen 1967 in Prag wurde die deutsche Staffel wegen eines Wechselfehlers disqualifiziert. 1968 belegte Rost bei den Deutschen Meisterschaften den zweiten Platz hinter Hannelore Trabert. Bei den Europäischen Hallenspielen 1968 in Madrid belegte Rost im Sprint ebenfalls den zweiten Platz, sie lag zwar knapp vor Trabert, beide wurden aber von der Französin Sylviane Telliez geschlagen. Die deutsche 4-mal-eine-Runde-Staffel mit Renate Meyer, Trabert, Christa Elsler und Rost gewann, die einzig konkurrierende sowjetische Staffel wurde disqualifiziert. Bei den deutschen Freiluftmeisterschaften 1968 belegte Erika Rost über 100 Meter den vierten Platz, sie wurde aber nicht für die Sprintstaffel bei den Olympischen Spielen 1968 in Mexiko-Stadt berücksichtigt.
Erika Rost startete für den FC Schalke 04, sie hatte eine Ausbildung als Maschinenbuchhalterin.

## Bestzeiten
- 100 Meter: 11,5 s; Kleve 18. Mai 1964
- 200 Meter: 23,9 s; Jena 30. August 1964